# Ejército

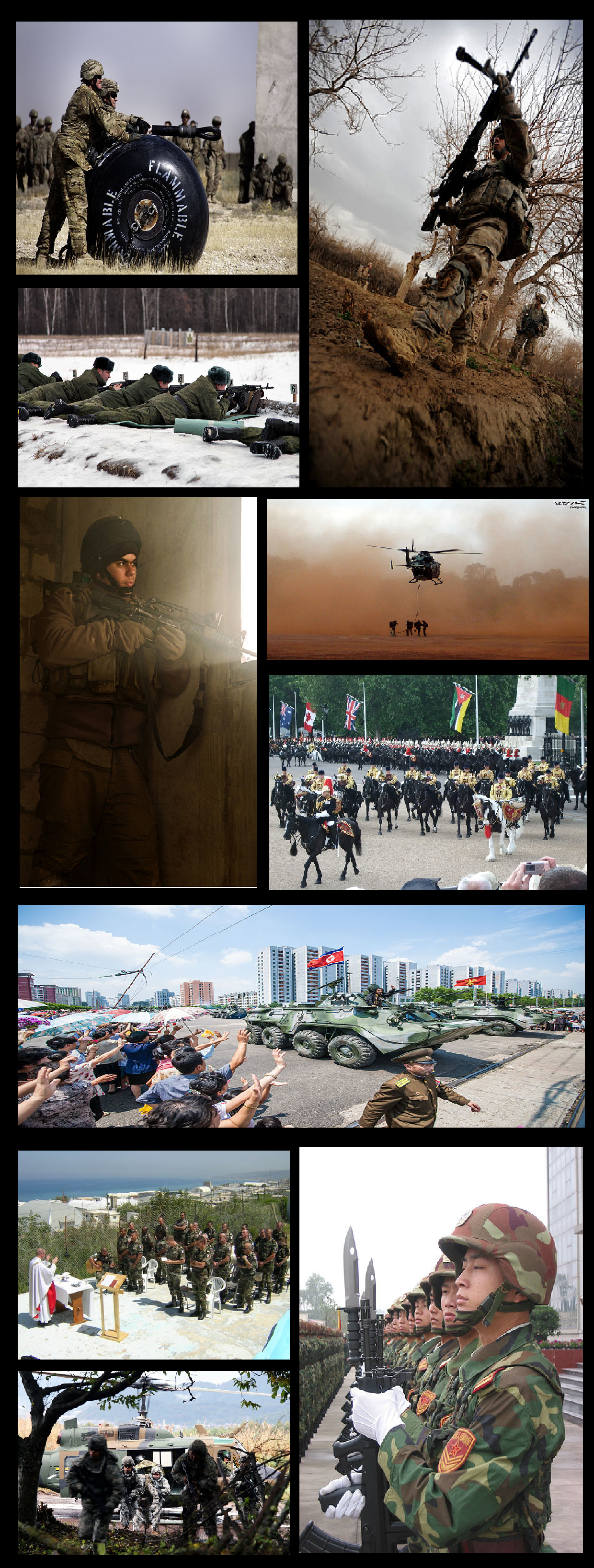
Montaje de los ejércitos de las potencias militares del mundo. Véase Potencias Mundiales.

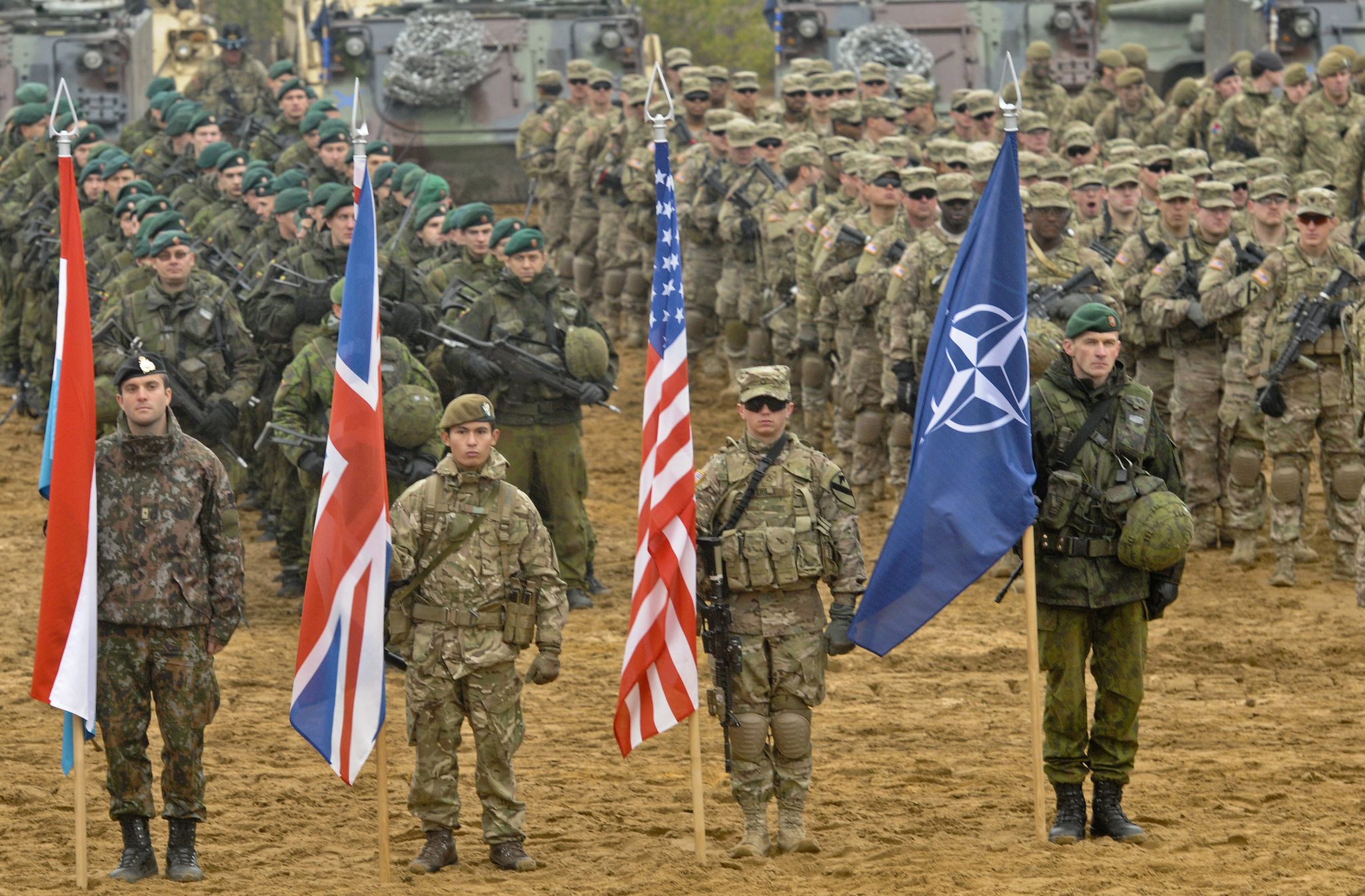
Ceremonia militar de la OTAN, Pabrade, Lituania, en noviembre de 2014

El ejército, en sentido general, es el nombre en español que reciben las instituciones encargadas de las acciones bélicas de un Estado. Como tal, cada país define tanto su estructura como el tipo y cantidad de unidades que lo formarán, su composición, sus misiones y su equipo.
Un ejército, también conocido colectivamente como fuerzas armadas, es una fuerza fuertemente armada y altamente organizada destinada principalmente a la guerra. Suele estar oficialmente autorizada y mantenida por un Estado soberano, y sus miembros se identifican por su uniforme militar distintivo. Pueden estar formadas por una o más ramas militares, como el ejército de tierra, la armada, la fuerza aérea, la fuerza espacial, y la guardia costera. La tarea principal de las fuerzas armadas suele definirse como la defensa del Estado y sus intereses contra las amenazas armadas externas.
En el uso general, los términos fuerzas armadas y militares suelen considerarse sinónimos, aunque en el uso técnico a veces se hace una distinción en la que las fuerzas armadas de un país pueden incluir tanto sus fuerzas militares como otras fuerzas paramilitares. Existen varias formas de fuerzas militares irregulares, que no pertenecen a un Estado reconocido; aunque comparten muchos atributos con las fuerzas militares regulares, es menos frecuente que se las denomine simplemente militares.

Países por número de soldados activos (2009)

Los militares de una nación pueden funcionar como una subcultura social discreta, con infraestructuras específicas como viviendas militares, escuelas, servicios públicos, logística, hospitales, servicios legales, producción de alimentos, finanzas y servicios bancarios. Más allá de la guerra, el ejército puede emplearse en otras funciones sancionadas y no sancionadas dentro del Estado, como las amenazas a la seguridad interna, el control de la población, la promoción de una agenda política, los servicios de emergencia y la reconstrucción, la protección de los intereses económicos corporativos, las ceremonias sociales y las guardias de honor nacionales.
La profesión de soldado como parte de un ejército es más antigua que la propia historia registrada. Algunas de las imágenes más perdurables de la antigüedad clásica retratan el poder y las hazañas de sus líderes militares. La batalla de Kadesh, en 1274 a. C., fue uno de los puntos decisivos del reinado del faraón Ramsés II, y sus monumentos la conmemoran en bajorrelieve. Mil años más tarde, el primer emperador de la China unificada, Qin Shi Huang, estaba tan decidido a impresionar a los dioses con su poderío militar que se hizo enterrar con un ejército de soldados de terracota.

## Etimología y definiciones

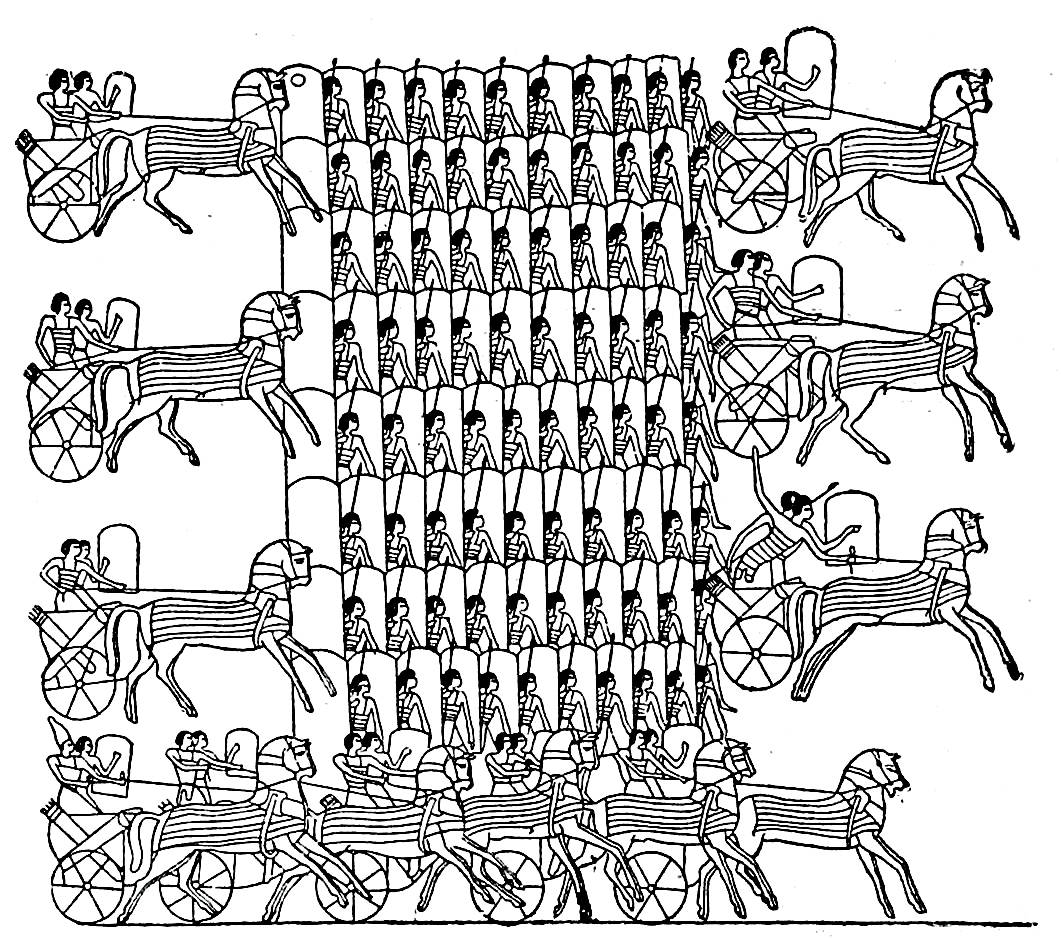
Representación de una formación militar del antiguo Egipto

El primer uso registrado de la palabra militar en inglés, deletreada militarie, fue en 1582. Proviene del latín militaris (del latín miles, que significa "soldado") a través del francés, pero es de etimología incierta, una sugerencia es que deriva de *mil-it- - ir en un cuerpo o masa.
Como sustantivo, militar suele referirse en general a las fuerzas armadas de un país, o a veces, más específicamente, a los oficiales superiores que las comandan. En general, se refiere a la fisicidad de las fuerzas armadas, su personal, equipamiento y el área física que ocupan.
Como adjetivo, militar se refería originalmente sólo a los soldados y a la soldadesca, pero pronto se amplió para aplicarse a las fuerzas terrestres en general, y a todo lo relacionado con su profesión. Los nombres tanto de la Royal Military Academy (1741) y United States Military Academy (1802) lo reflejan. Sin embargo, aproximadamente en la época de las Guerras Napoleónicas, "militar" comenzó a utilizarse para referirse a las fuerzas armadas en su conjunto, como "servicio militar", "inteligencia militar" e "historia militar". Como tal, ahora connota cualquier actividad realizada por personal de las fuerzas armadas.

## Historia

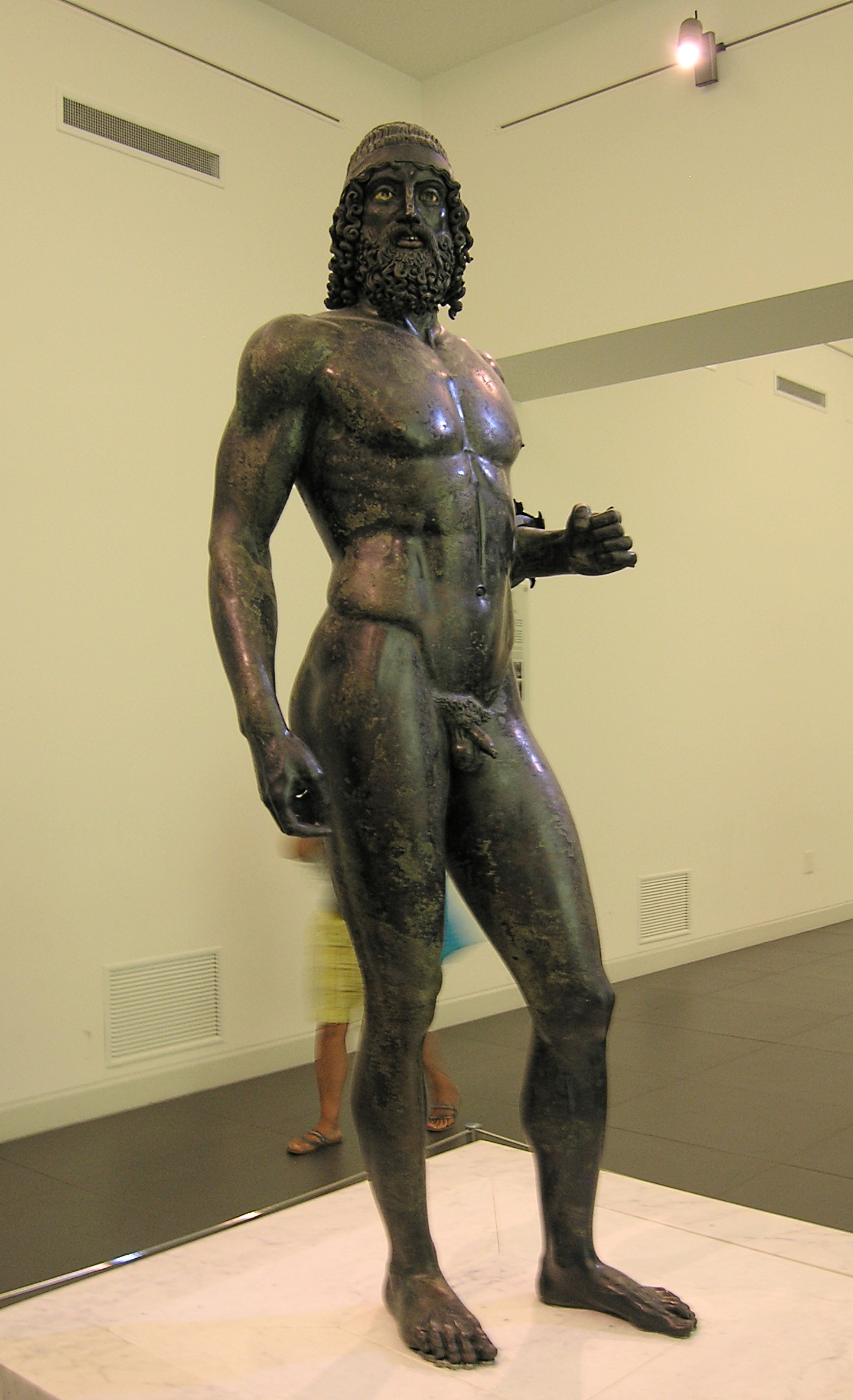
Un guerrero griego antiguo demuestra la eficacia de los regímenes de entrenamiento físico contemporáneos. Bronces de Riace, c. 450 a. C.

La historia militar suele considerarse la historia de todos los conflictos, no sólo la de los ejércitos estatales. Difiere en cierto modo de la  historia de la guerra, ya que la historia militar se centra en las personas e instituciones que hacen la guerra, mientras que la historia de la guerra se centra en la evolución de la propia guerra frente a los cambios tecnológicos, gubernamentales y geográficos.
La historia militar tiene varias facetas. Una de ellas es aprender de los logros y errores del pasado para poder hacer la guerra con más eficacia en el futuro. Otra es crear un sentido de tradición militar, que se utiliza para crear fuerzas militares cohesionadas. Y otra puede ser aprender a prevenir las guerras con mayor eficacia. El conocimiento humano sobre el ejército se basa en gran medida en la historia tanto grabada como  oral de los conflictos militares (la guerra), de sus armados y navegación participantes y, más recientemente, de las  fuerzas aéreas.

## Organización

### Personal y unidades
A pesar de la creciente importancia de la tecnología militar, la actividad militar depende sobre todo de las personas. Por ejemplo, en el año 2000 el ejército británico declaró: "El hombre sigue siendo la primera arma de guerra"

#### Rango y función
La organización militar se caracteriza por una estricta  jerarquía de mando dividida por rango militar, con rangos normalmente agrupados (en orden descendente de autoridad) como oficiales (por ejemplo, coronel), suboficial (por ejemplo, sargento), y personal de menor rango (por ejemplo, soldado). Mientras que los oficiales superiores toman las decisiones estratégicas, el personal militar subordinado (soldado, marinero, marinos o aviadores) las cumplen. Aunque los títulos de los rangos varían según la rama militar y el país, la jerarquía de los rangos es común a todas las fuerzas armadas estatales del mundo.
Además de su rango, el personal ocupa uno de los muchos roles comerciales, que a menudo se agrupan según la naturaleza de las tareas militares del rol en las operaciones de combate: roles de combate (por ejemplo, infantería), roles de apoyo al combate (por ejemplo, ingeniero de combate) y roles de apoyo al servicio de combate (por ejemplo, apoyo logístico).

#### Reclutamiento
El personal puede ser reclutado o conscripto, dependiendo del sistema elegido por el Estado. La mayoría del personal militar son hombres; la proporción minoritaria de personal femenino varía a nivel internacional (aproximadamente el 3% en la India, el 10% en el Reino Unido, el 13% en Suecia, el 16% en Estados Unidos, y el 27% en Sudáfrica). Mientras que dos tercios de los estados ahora reclutan o reclutan solo a adultos, en 2017 50 estados seguían dependiendo en parte de niños menores de 18 años (normalmente de 16 o 17 años) para dotar de personal a sus fuerzas armadas.
Mientras que los reclutas que se incorporan como oficiales tienden a ser ascendidos, la mayoría del personal alistado tiene un historial de infancia de relativa privación socioeconómica. Por ejemplo, después de que Estados Unidos suspendiera el reclutamiento en 1973, "el ejército atrajo de forma desproporcionada a hombres afroamericanos, hombres de entornos socioeconómicos de bajo nivel, hombres que habían estado en programas no académicos de la escuela secundaria y hombres cuyas calificaciones en la escuela secundaria tendían a ser bajas". Sin embargo, un estudio publicado en 2020 sobre los antecedentes socioeconómicos del personal de las Fuerzas Armadas de Estados Unidos sugiere que están a la par o ligeramente por encima de la población civil con respecto a los indicadores socioeconómicos como los ingresos de los padres, la riqueza de los padres y las habilidades cognitivas. El estudio constata que los cambios tecnológicos, tácticos, operativos y doctrinales han provocado un cambio en la demanda de personal.

## El ejército como entidad de carácter nacional
Se suele dividir en varios cuerpos o armas: el ejército de tierra (en algunos países simplemente ejército) con misiones principalmente terrestres, la fuerza aérea, con misiones habitualmente relacionadas con la aviación y todo lo relacionado con ello o con el aire, y la marina también llamada armada, con misiones marítimas; aunque en realidad, cada uno de los cuerpos puede tener pequeños componentes de los otros. Como vemos, en algunos países (como por ejemplo España o México) existe la costumbre establecida de llamar también ejército a cada uno de esos cuerpos o armas, complicando algo más la interpretación del significado. Una mención al ejército, sin más, puede estar refiriéndose al conjunto de todas las fuerzas armadas, al arma que corresponda al ejército de tierra, o a una unidad concreta, según el contexto.
Algunos cuerpos específicos, como la infantería de marina, pueden combinar unidades de las tres armas, mientras que otros, por razones estratégicas, se sitúan aparte de las mismas y bajo control directo de un ministro o del jefe de Estado, como la defensa antiaérea en la antigua URSS o algunas guardias reales o presidenciales en diferentes países. Las fuerzas armadas de cada país pueden estar formadas por ciudadanos reclutados mediante un sistema de servicio militar obligatorio, por soldados profesionales de carácter voluntario, o por una combinación de ambos sistemas: incluso los países que se basan en una leva general de toda su población civil poseen un núcleo de profesionales para ejercer el mando de las unidades.
Los ejércitos tienen una estructura jerárquica estricta, basada en unidades militares y un sistema de escalafón formado por militares de distintos rangos. El mando supremo suele ser el jefe del Estado o la persona en quien delegue. Los militares de carrera suelen formarse en diferentes academias militares; de ellas se sale con el grado más bajo de oficial o suboficial, según se haya asistido a una academia de oficiales o de suboficiales. Las academias navales militares para oficiales generalmente incluyen un periplo en un buque escuela. 
Una fuerza de reserva militar es una organización militar integrada por ciudadanos de un país que combinan un papel militar con una carrera civil. Ellos normalmente no se mantienen en armas y su principal función es estar a disposición de lucha de una nación cuando se movilice para una guerra, en apoyo a una grave emergencia o en defensa contra una invasión.
La existencia de fuerzas de reserva permite a una nación reducir sus gastos militares al tiempo que se mantiene una fuerza preparada para la guerra. Es análogo al modelo histórico de reclutamiento militar antes de la era de los ejércitos permanentes.
En algunos países, como Estados Unidos, España y el Reino Unido, los miembros de las fuerzas de reserva son civiles que mantienen sus habilidades militares, por lo general, un fin de semana al mes. Podrán acceder a ellos como individuos o como miembros de los regimientos de reserva permanentes, por ejemplo, el Ejército Territorial del Reino Unido. En algunos casos, una milicia podría constituir parte de las fuerzas de reserva militar, como la Guardia Nacional de Estados Unidos. Una Guardia Nacional es un tipo específico de fuerza de reserva que solo puede activarse en caso de grave emergencia o invasión.
En otros países, como Taiwán, Corea del Sur e Israel, el servicio en la reserva es voluntario u obligatorio para ciertas personas un cierto número de años después de haber completado el servicio nacional. 
Las Reservas son empleadas de muchas maneras. En tiempos de guerra pueden ser usadas para proporcionar reemplazos a las pérdidas en el combate, permitiendo así que estos permanezcan en el campo de batalla por más tiempo. También se pueden utilizar para formar nuevas unidades y formaciones para aumentar el ejército regular. Además, los reservistas pueden realizar tareas tales como la Guarnición de aduana, la dotación de Defensa Aérea, la seguridad interna y vigilancia de los puntos importantes, tales como almacenes, campamentos de prisioneros de guerra, los nodos de comunicaciones, bases aéreas y marítimas y otras esferas vitales, por lo tanto, pudiendo liberar las tropas regulares para el frente. Las combinaciones de estas tareas también pueden ser utilizados.
En tiempo de paz, los reservistas pueden ser utilizados en tareas de seguridad interna, y de socorro en casos de desastre.

## Tipos de ejército
- Ejército Activo. Una parte de la milicia o estado militar de un país constituido, dispuesta a movilizarse, a entrar en campaña a la primera orden. No puede tomarse más que por oposición a local o sedentario y no expresa lo mismo que ejército de operaciones o en operaciones. Es, sí, la preparación de este, el trámite intermedio por el que la milicia de casi todos los países pasa del estado de paz al de guerra.
- Ejército Aliado. Difiere de combinado. El número de ejércitos aliados no se reúne ni refiere a un núcleo de incorporación mientras que un ejército combinado tiene cierto carácter de unidad y ejerce una cooperación que no implica idea absoluta de un socorro dado por extranjeros.
- Ejército Auxiliar. Difiere también bastante de aliado o combinado. Es más bien un ejército extranjero enteramente al servicio de otro país, que generalmente lo paga y mantiene de grado o por fuerza. El ejército auxiliar, que ordinariamente no es más que una parte pequeña de la milicia de un país, solo ofrece en general concurso mercenario forzoso. El Ejército inglés que mandó Wellington en la Guerra de la independencia fue primero aliado y al final, combinado con el español y portugués. La Legión inglesa, que al mando de Lacy Ewans fue a combatir a España contra Don Carlos, era simple cuerpo auxiliar, indisciplinado, inútil y ruinoso.
- Ejército Beligerante. La parte del ejército permanente y activo que está en tierra o en operaciones de ella contra el de otra potencia. Conjunto, grande o pequeño de tropas bajo el mando de un solo jefe, que ha tenido siempre nombre técnico de falangarca, estratego en Grecia; cónsul, dictator, imperator en Roma; Duque, Conde entre los godos: condestable, mariscal en la Edad Media: cabo, general, generalísimo más tarde.
- Ejercito Colonial. Como su nombre lo dice, era el destinado a guardar las Colonias y por consiguiente a combatir en ellas. Generalmente, era parte integrante del de la metrópoli, como lo fueron los españoles de las Antillas o por lo menos los Cuadros, del de Filipinas.
- Ejercito Combinado. El que opera de concierto con otro u otros, bajo la dirección de un solo jefe y es mantenido por su propio país.
- Ejercito Confederado. Viene a tener alguna semejanza con el combinado, pero en primer lugar difiere en no prescribir Guerra, ni operaciones. Ordinariamente solo se aplica al conjunto o agregación de contingentes de una confederación como la Suiza o Alemania, y se dice más comúnmente ejército federal.
- Ejército Continental. Solo se dice por oposición a insular, como el inglés.
- Ejército de bloqueo, de desembarco, de ejecución. El destinado a estas operaciones. La última es una ocupación prolongada con duro y forzoso alojamiento, para hacer sentir al país una venganza poderosa.
- Ejército de invasión. El destinado a operar fuera y lejos de su país con objeto de sojuzgar y dominar otro extranjero e independiente. Antiguamente, los romanos y cartagineses, los macedonios luego, los bárbaros, los árabes más tarde, los franceses y españoles en Italia, en Flandes, etc. han mantenido ejércitos de invasión. Posteriormente, la invasión tomó la denominación de intervención o anexión.
- Ejército de línea. Nombre usado como técnico y que sin embargo nada quiere decir, sino por oposición a reserva o landwehr, a milicia nacional, a guardia real, a partidarios, etc. En infantería o caballería tampoco en si dice nada, sino por oposición a ligero.
- Ejército de observación. A veces se llama así un cuerpo, un gran destacamento del ejército de operaciones, que forma una especie de reserva, de prevención para acontecimientos que se preparan o presumen. Más general y propiamente se da este nombre al que apoya o protege las operaciones y trabajos de un ejército sitiador contra el que viene de socorro, concurriendo a veces a la defensa de la circunvalación, o constituyéndola él mismo, atrincherándose o no. Esta clase de ejércitos o cuerpos destacados de él son de uso reciente pues hasta el siglo XVIII el ejército de una pieza se empeñaba en un sitio. Vauban, que recomendó esta práctica, prefiere las mejores tropas y encarga comunicación no interrumpida entre el ejército de observación y el de sitio.
- Ejército de operaciones. Toma número o el nombre de la comarca o del río sobre el que opera. Para que sea propia esta denominación, es preciso que haya campaña abierta y por ella se distingue de otros ejércitos activos, pero que no estén movilizados o atiendan a ejércitos neutrales, no enemigos.
- Ejército de reserva. Tiene dos sentidos: la reserva política u orgánica, permanente, como landwehr, landslurm, Milicia Nacional, Provincial; y el ejército activo, beligerante, que en tiempo de guerra se forma en el núcleo de la defensa o de la vitalidad para que sirva de apoyo a retaguardia. Un ejército de reserva difiere de otro de observación en su destino más indeterminado, menos presumible.
- Ejército de socorro. El destinado a salvar o descercar una plaza, a librarla del ataque enemigo, proyectado o puesto en obra; a proveerla por lo menos de vituallas, municiones, tropas de refresco. Un ejército de socorro es el adversario natural de un ejército de observación; y muchas veces no es más que un mero destacamento del principal ejército. Otras, el ejército de socorro viene a sitiar al sitiador en sus Líneas.
- Ejército Expedicionario. El que forma o compone una expedición.
- Ejército Federal. La suma de contingentes de una federación o confederación, como la de Alemania o la Suiza. En este último país el adjetivo tiene sentido de permanente, aplicado a ciertas tropas o empleos militares para distinción de las cantonales o provinciales.
- Ejército Feudal. Llamamos así al ejército, verdaderamente Federal, de la Edad Media: lo que entonces se decía Fonsado, Hueste, conjunto de mesnadas, tropas o contingentes con diverso origen, abadengo, realengo, concejil.
- Ejército irregular. Por oposición a regular o de línea. En ciertos países, como Austria o Rusia, la reunión de tropas de comarcas determinadas y algunas semi-salvajes, cosacos, croatas. En general, los partidarios, cuerpos francos, SoMatenes, patuleas, guerrillas.
- Ejército Libertador. En las guerras civiles es de rúbrica que el partido vencedor dé a su Ejército este calificativo. El bando vencido naturalmente le llamará opresor. En 1820 era libertador el ejército de Riego; en 1823, el del duque de Angulema escoltado por Partidas españolas, poco antes Facciosas, libertaba a los realistas de las libertades de los liberales.
- Ejercito Nacional. El que se compone exclusivamente de soldados nacidos en el territorio de la nación. Esta denominación, que hoy parece redundante, no lo era hasta principios del siglo XIX, y basta leer la Ordenanza española de 1867 para ver que el pie y fuerza del ejército español se componía de irlandeses, italianos, valones y suizos. Suiza fue el primer país de Europa que ha tenido ejército nacional, encomiado ya en los tiempos de Maquiavelo y el que se encargó de abastecer de tropas mercenarias a cuantos han tenido dinero para alquilarlas. Francia ha sido la más pertinaz en el uso de los suizos y alemanes por contrata y mantuvieron su talla militar en la célebre jornada de la Revolución y en la no menos sangrienta de 1830, por la cual quedaron suprimidos. En España, los últimos restos desaparecieron hacia 1835 y en la Batalla de Bailén se dio el caso, muchas veces repetido antes, de verse frente a frente suizos españoles y suizos franceses.
- Ejército Neutral. Una potencia neutral, aunque no obra ni interviene entre otras beligerantes puede poner su ejército en pie preventivo y hasta en pie de guerra para impedir la ocupación de ciertos puntos convenidos, para hacerse respetar con esto que ahora llamamos neutralidad armada.
- Ejército permanente. En rigor hoy está de sobra este adjetivo. Desde principios del Siglo XVI todos los ejércitos de Europa son más o menos permanentes. Sin embargo con este epíteto, aunque no muy propio, se quiere distinguir la manera de ser peculiar de la milicia novísima, es decir, desde la Revolución Francesa que inventó la conscripción y el levantamiento en masa con sus posteriores atenuaciones de quinta, enganche, reservas y redención.
- Ejército Real. En el día no tiene sentido esta expresión; pues, aun en el caso de la Guerra Civil entre un monarca y su pueblo, el Ejército de aquel se llamaría Realista. Pero en la Edad Media, en aquellos tiempos en que tenía su Ejército particular todo el quería o podía mantenerlo, se comprende que el adjetivo era indispensable y propio para distinguir la hueste o mesnada propia del Rey (muchas veces no la más numerosa ni pertrechada; de la de los señores feudales o ricos hombres. Alfonso XI, en Castilla, se empeñó en hacer entender a los altivos Ricos-omes que no podía seguir tamaño desorden, y para probarlo, su Ejército Real daba Paseos Militares por delante de los castillos feudales y ay de aquel que no abriese las puertas. Después de otro intervalo, Fernando el Católico ya no enviaba para arrasar un castillo insolente (como el de Montilla, donde nació el Gran Capitán) más que un alcalde de corte con su vara. En el trascurso del siglo XVI, el adjetivo real vino a significar, genéricamente, preeminencia, perfección, fuerza intrínseca de una cosa y así como se decía Fuerte real a la fortificación más perfecta o inexpugnable, Batería real a la batería demoledora o de brecha en un sitio de plaza, así también se llamaba ejército real al que se levantaba, juntaba u organizaba para campear, para batirse en campo abierto, para culminar una gran empresa u operación determinada.
- Ejército regular.
- Ejército Sedentario. Estas dos palabras braman, como suele decirse, de verse juntas. Es locución tan impropia como caballería pesada. Y sin embargo suele usarse para distinguir en un ejército, es decir, en el conjunto de una milicia aquella parte no activa o más difícil de movilizar como reservas, milicias locales, provinciales, nacionales, etc.
- Ejército Sitiador. Véase Ejército sitiador.[20]

## Castrense
El término castrense proviene del latín castrum que significa campamento, su plural castra orum', significaba "campamento fortificado del ejército" con el tiempo el significado del plural pasó a ser singular. Derivando de esta manera el término militar castrense para todo lo relativo al ejército.